# Nordhausen-Wernigeroder Eisenbahn-Gesellschaft

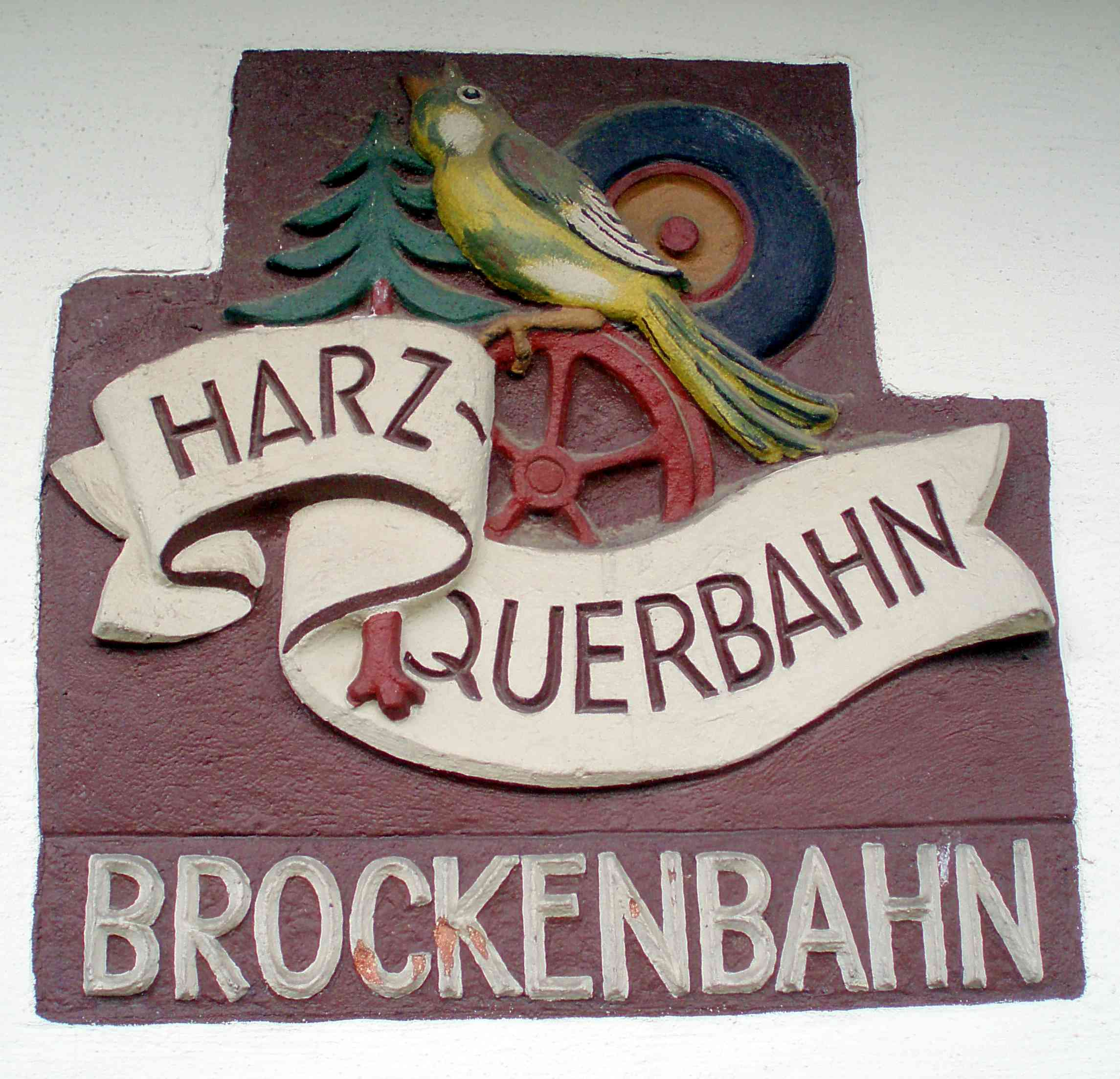
Logo der Harzquerbahn

Die Nordhausen-Wernigeroder Eisenbahn-Gesellschaft (NWE) war nach der Gernroder-Harzgeroder Eisenbahn das zweite im Harz gegründete Eisenbahnunternehmen.

## Geschichte
Am 15. Juni 1896 wurde die NWE von der Vereinigten Eisenbahnbau- und Betriebs-Gesellschaft in Berlin gegründet, diese führte auch den Betrieb durch. Bereits 1896 wurde das erste Teilstück der schmalspurigen Harzquerbahn und 1898 die ebenfalls schmalspurige Brockenbahn eröffnet. Am 1. April 1908 übernahm die NWE die Betriebsführung von der Vereinigten Eisenbahnbau- und Betriebsgesellschaft.
In Eisfelder Talmühle bestand Übergang zur Gernrode-Harzgeroder Eisenbahn-Gesellschaft (GHE) und im Bahnhof Sorge Übergang zur Südharz-Eisenbahn-Gesellschaft (SHE). In den Bahnhöfen Nordhausen und Wernigerode bestand Anschluss an die normalspurigen Züge der Preußischen Staatseisenbahnen, später Deutsche Reichsbahn. In Drei-Annen-Hohne bestand Anschluss an die Halberstadt-Blankenburger Eisenbahn. Die NWE hatte um 1925 etwa 250 Beschäftigte zuzüglich etwa 100 Saisonkräfte. Ab 1926 betrieb die NWE zusätzlich eigene Buslinien (genannt: „Harzer Roller“). Die Werkstatt und Verwaltung befand sich in Wernigerode, Friedrichstraße 151 (1937).
Nach dem Zweiten Weltkrieg war die NWE im Zuge der Demontage der Anlagen und Maschinen der GHE ab dem 15. April 1946 für das Reststück der GHE, die Bahnstrecke Eisfelder Talmühle–Stiege–Hasselfelde sowie für das Reststück der SHE Sorge–Tanne verantwortlich. Später wurde die NWE auf Grund eines Volksentscheides enteignet und ging 1948 in den Landesbahnen Sachsen-Anhalt auf.
Die Harzquer- und Selketalbahn wurden ab 1949 durch die Deutsche Reichsbahn betrieben. Seit 1993 ist die Harzer Schmalspurbahnen GmbH Eigentümer und Betreiber der Harzquer-, Brocken- und Selketalbahn.

## Vorstand (1937)
- Ulrich von Fresenius, Bürgermeister, Wernigerode
- Eduard Scharnhorst, Eisenbahndirektor, Wernigerode
- Hans Dorner, Regierungsbaumeister a. D., Wernigerode, stellvertr. Vorstandsmitglied

## Aufsichtsrat (1937)
- Erich Kranz, Ehrenpräsident der Industrie- und Handelskammer Nordhausen, Vorsitzender[2]
- Johannes Meister, Staatsrat, Oberbürgermeister, Nordhausen, Stellvertreter des Vorsitzenden; 1944: Franz Sturm, Stadtrat, Unternehmer, Nordhausen[3][4]
- Curt Baller, Oberbürgermeister, Aschersleben
- Otto Büchting, Fabrikbesitzer, Wernigerode
- Erich Erichsen, Kaufmann, Wernigerode
- Hugo Hendeß, Fabrikdirektor, Wernigerode
- Karl Oppermann, Regierungsbaumeister a. D., Eisenbahndirektor, Bentheim (Hann.)
- Erich von Stosch, Landrat, Wernigerode
- Ehler Wilkens, Bankier, Wernigerode
- Wolf von Wolffersdorff, Landrat, Nordhausen

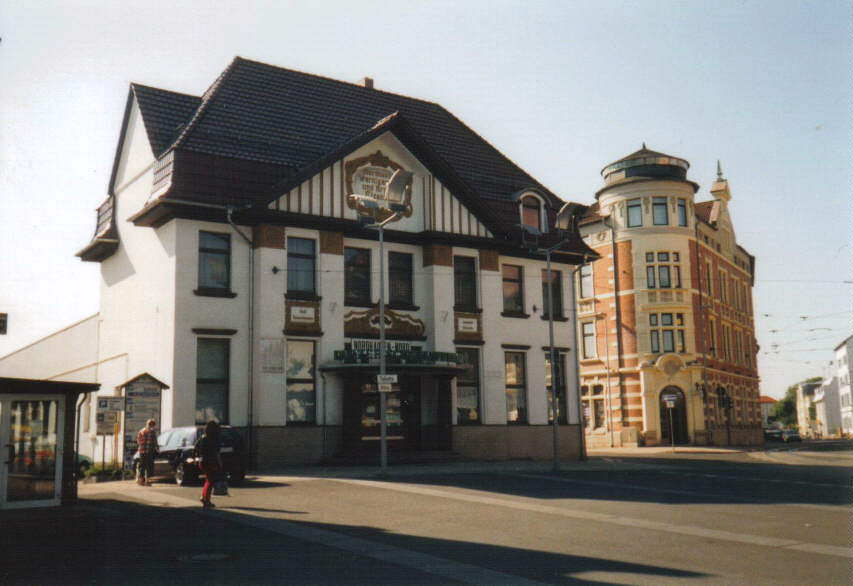
Bahnhof Nordhausen Nord
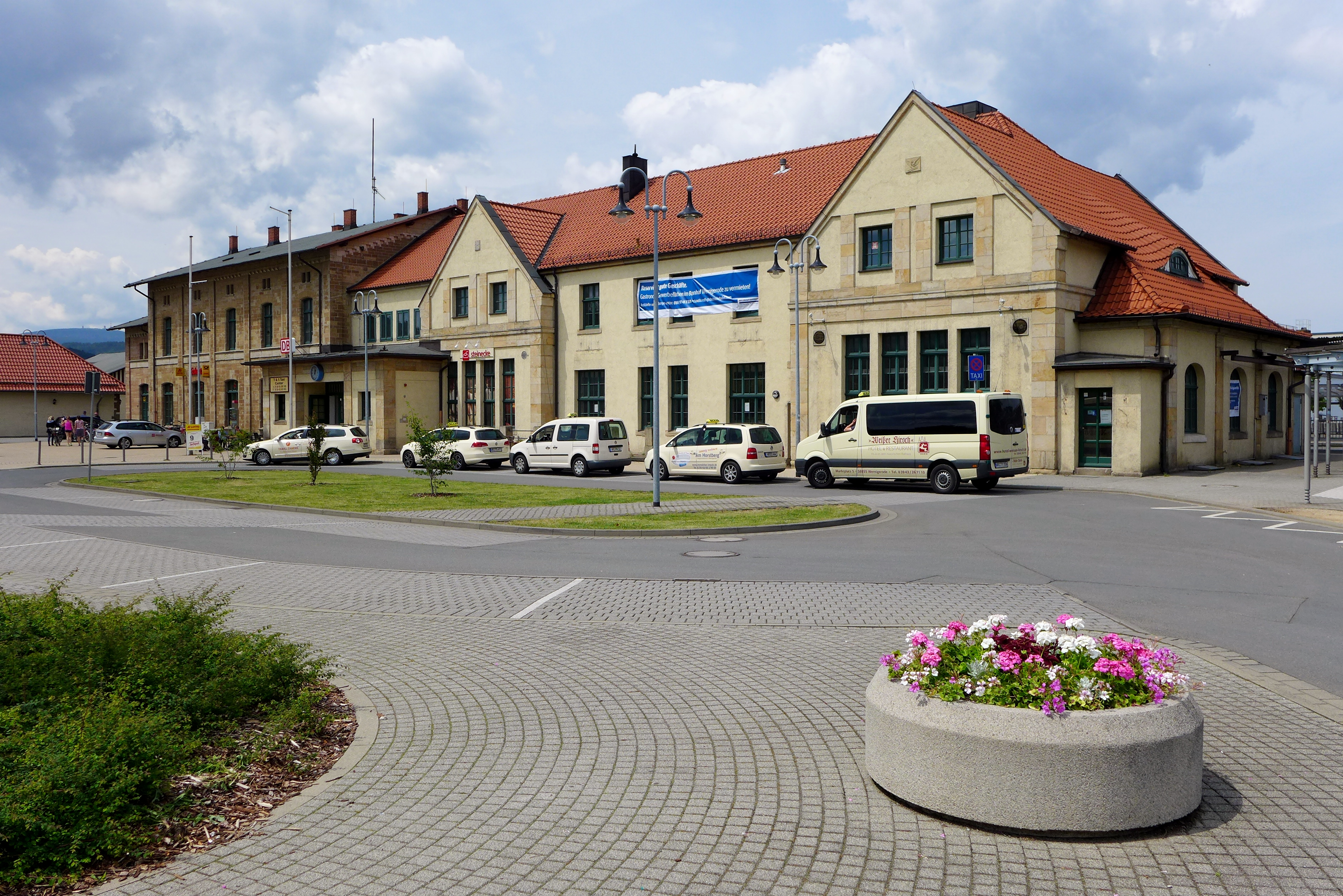
Bahnhof Wernigerode
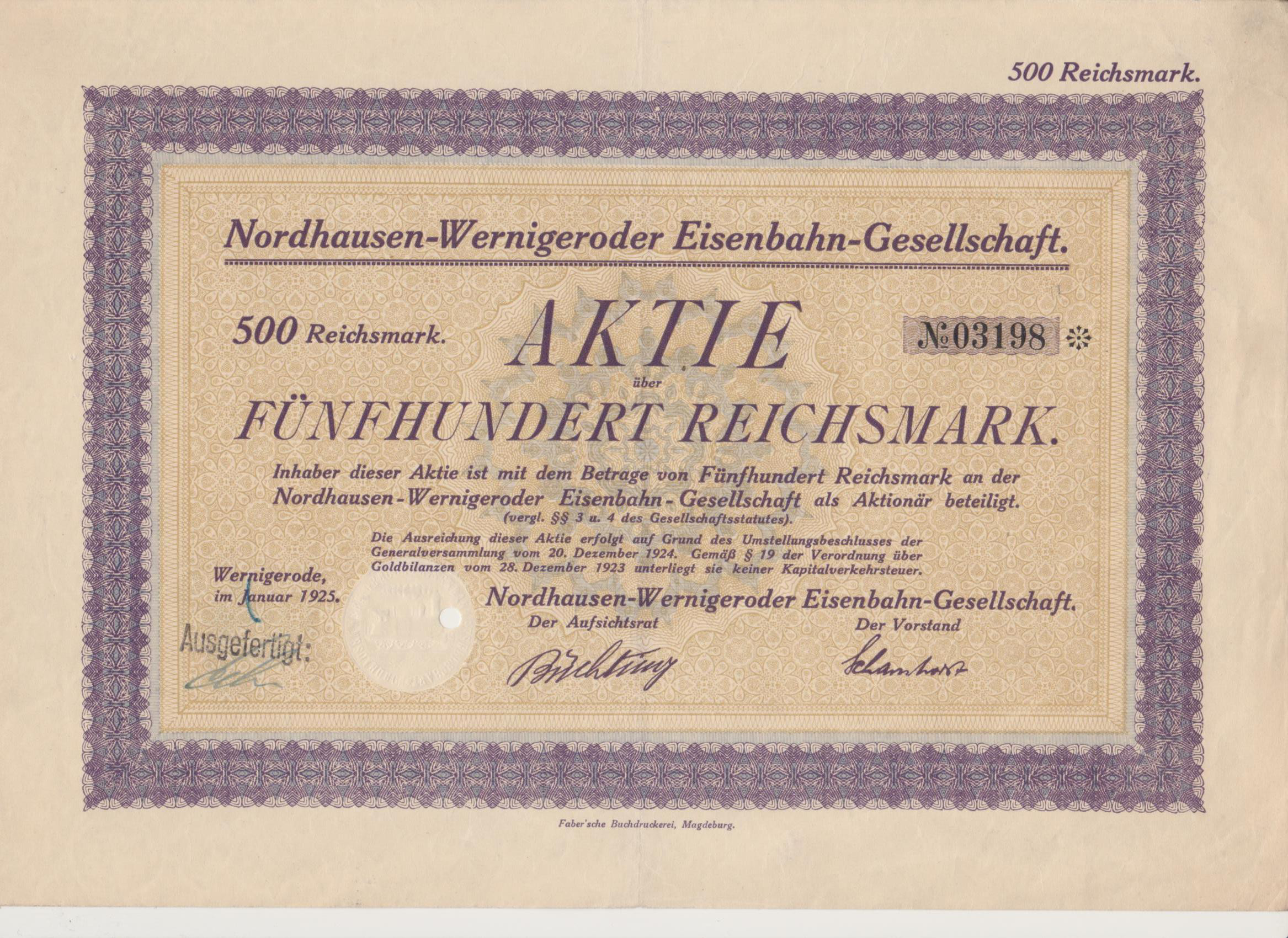
Aktie der NWE (1925)
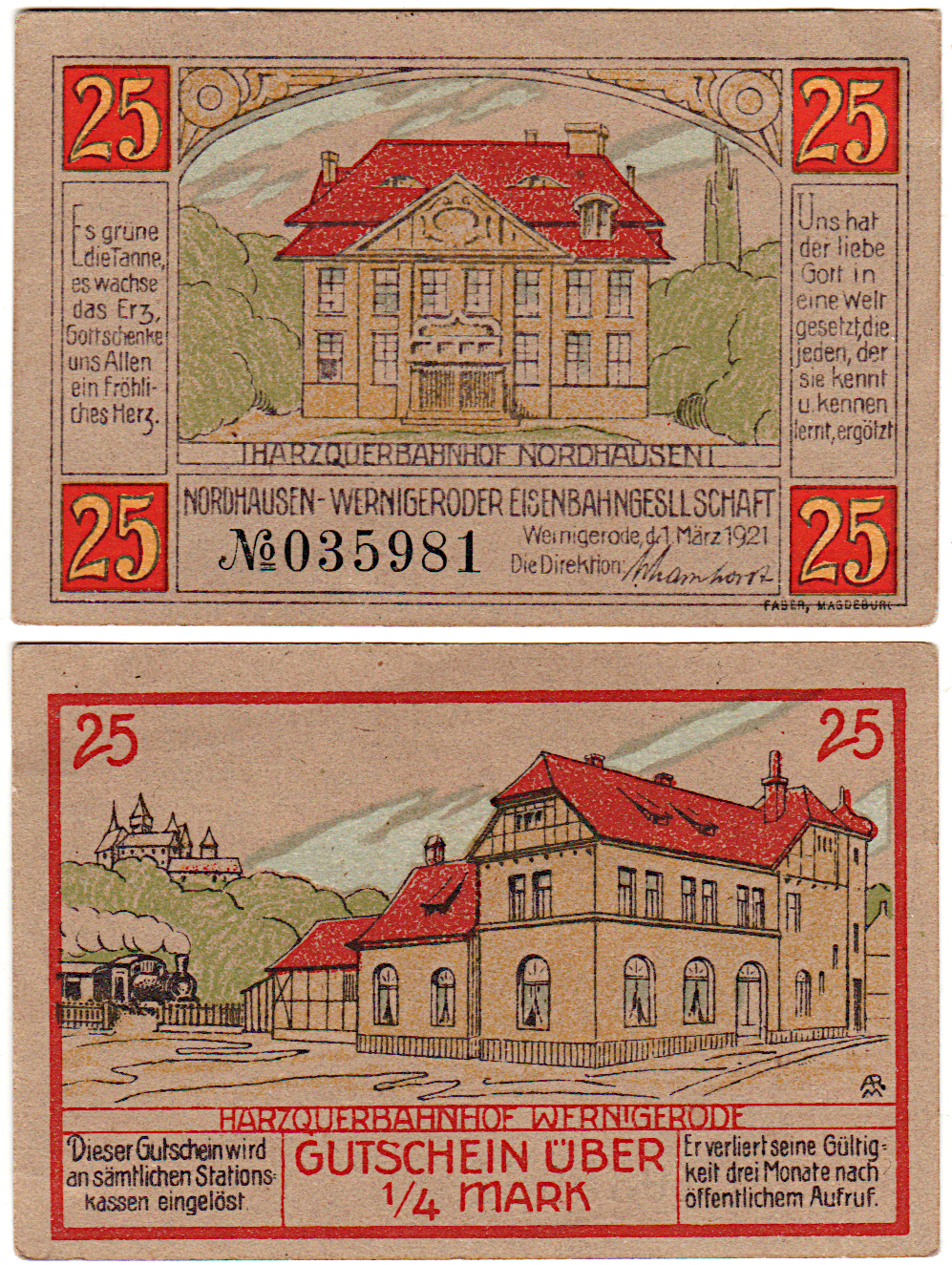
Notgeld der NWE (1921)
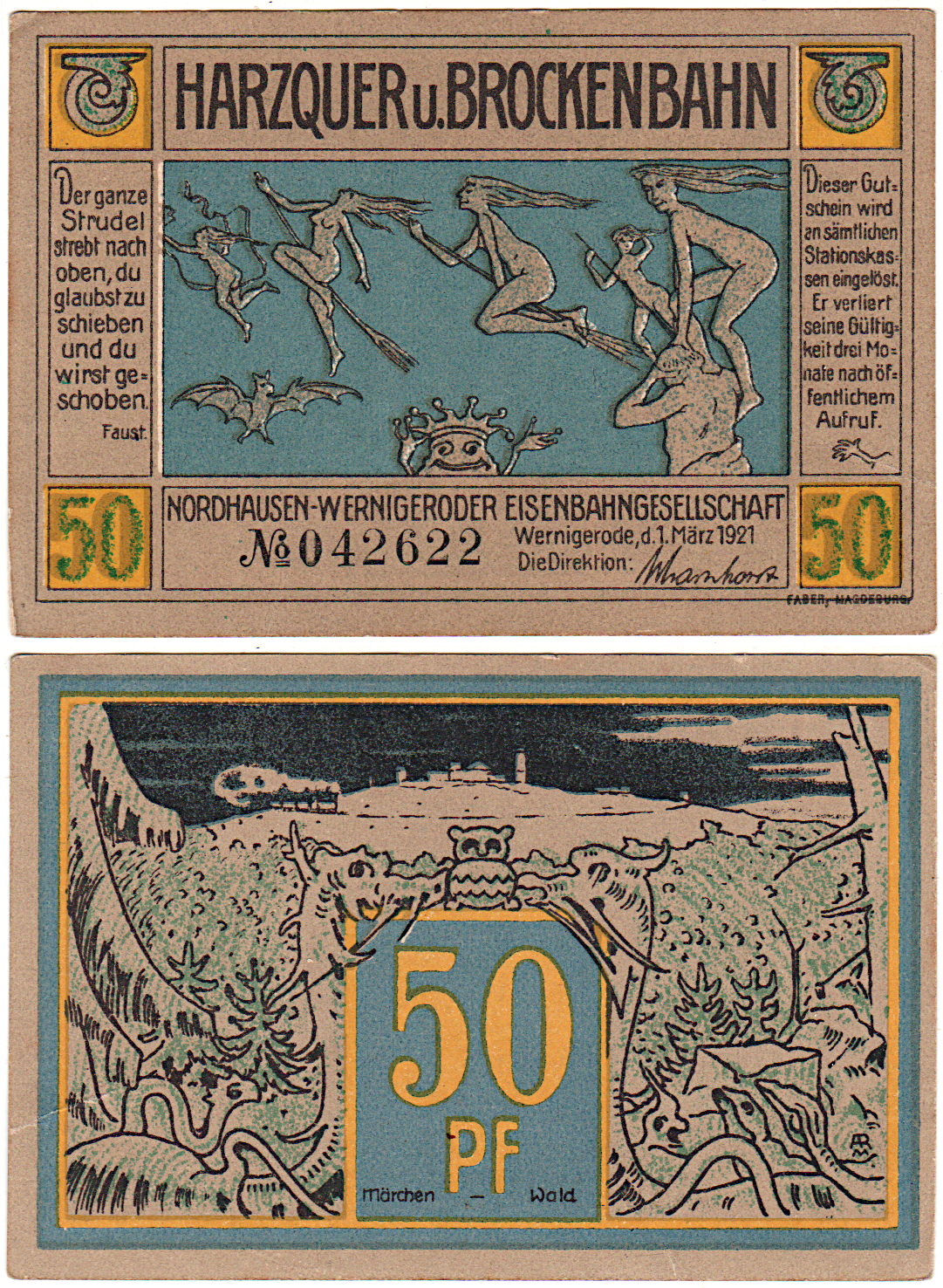
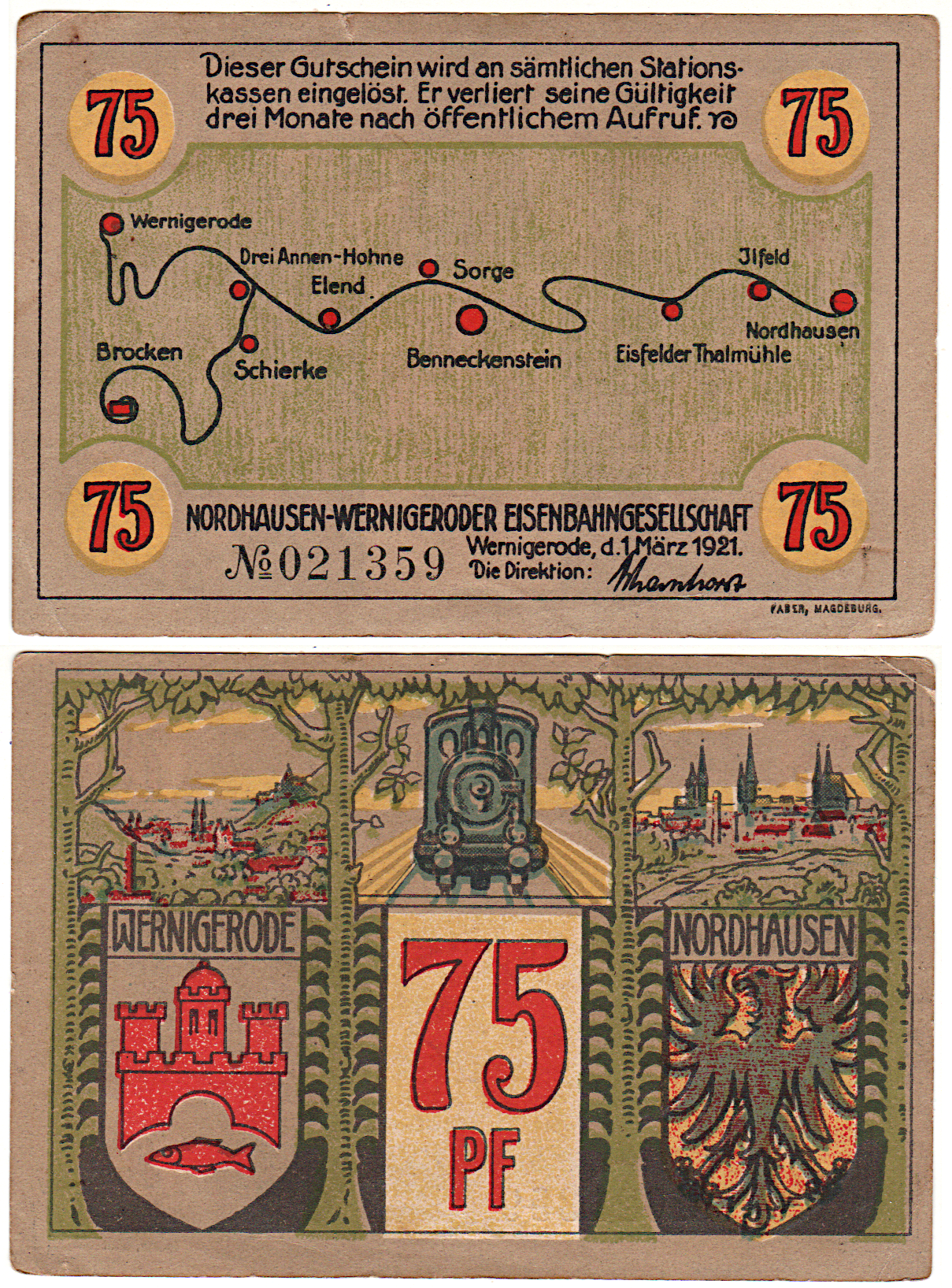

## Triebfahrzeuge
| Nr.       | DR-Nummer                                           | Bauart        | Baujahr   | Anmerkung |
| --------- | --------------------------------------------------- | ------------- | --------- | --- |
| 1 bis 3   | 99 5803 und 5804                                    | B n2t         | 1896      | |
| 6 und 7   | 99 6101 und 6102                                    | C h2t         | 1914      | Heiß-/Nassdampflok |
| 11 bis 22 | 99 5901 bis 5905                                    | B’B n4vt      | 1897–1901 | 1914 sieben Exemplare an Heeresfeldbahn abgegeben, 1918 umnummeriert in Nr. 11 bis 17, 1927 nochmals umnummeriert in Nr. 11 bis 15II |
| 21II      | 99 6001                                             | 1’C1’ h2t     | 1939      | entspricht dem kurz vor Beginn des Zweiten Weltkrieges von Krupp entwickelten neuen Typenprogramm für meterspurige Lokomotiven       |
| 31 und 32 | -                                                   | C’C n4vt      | 1909      | 1921 verkauft |
| 41 und 42 | -                                                   | 1’D1’ h2t     | 1913      | 1914/18 verkauft |
| 41II      | 99 5906                                             | B’B n4vt      | 1918      | 1920 angekauft |
| 51 und 52 | 99 6011 und 6012                                    | (1’B)B1’ h4vt | 1922/23   | |
| 61        | -                                                   | B n2t         | 1899      | Regelspurlok, für Werksanschlüsse in Nordhausen, 1925 gekauft, † 1934                                                                |
| 61II      | 98 6213                                             | B n2t         | 1908      | Regelspurlok, für Werksanschlüsse in Nordhausen, 1934 gekauft                                                                        |
| 71 und 72 | 99 5631 und 5632                                    | C1’ n2t       | 1890      | ehemals Chemins de fer départementaux de la Côte-d'Or, 1946 übernommen                                                               |
| T 1 bis 3 | VT 137 561, VT 137 565, VT 137 566 (später 187 025) | Bo’Bo’        | 1939      | Verbrennungstriebwagen |

## Überlieferung
Die Überlieferung der Nordhausen-Wernigeroder Eisenbahn-Gesellschaft befindet sich in der Abteilung Dessau des Landesarchivs Sachsen-Anhalt.